# Болото Луны
«Болото Луны» (англ. The Moon-Bog), в других переводах «Лунная топь», «Лунное болото», «Ночь кошмаров» — рассказ американского писателя Говарда Филлипса Лавкрафта, написанный в 1921 году. Впервые был опубликован в журнале «Weird Tales» за июнь 1926 года.

## Сюжет
Рассказчик, чье имя не называется, приезжает в ирландскую деревушку Килдерри, в графстве Мит. Его друг Бэрри выкупил здесь родовой замок и нанимает рабочих для осушения болота. В одну ночь массово исчезают люди. Местные жители твердят о темном духе и страже руин под болотом, и в панике сбегают в Баллибох.
Переселенцы из Древней Греции построили здесь храм Артемиды, когда Чёрная смерть покарала сынов Партолана (англ. Сhildren of Partholan), а все потомки греков были погребены в Таллате. Лишь один город уцелел благодаря покровительству богини Луны (англ. Moon-goddess), которая укрыла его под лесистыми холмами, когда немедийцы приплыли из Скифии.

Рассказчик видит мерцающие руины на холме за болотом и слышит мелодию флейт. Его сознание будто во сне перенеслось в мраморный город Древней Эллады. Местные жители не могут проснуться вовремя. Другой ночью рассказчик слышит мелодию, похожую на экстатическую пляску меналийских фавнов. По лугу двигается к болоту толпа в танце. Это был ритуал Сицилии в честь богини Деметры. 
Пляшущие тени и мелодия флейт парализовала меня. Среди танцоров были поденщики, призрачные существа в белоснежных одеяниях и печальные белые наяды из ручьев. 
Бэрри торопится осушить болото. Ночью на болоте появился сияющий поток пурпурно света. Рассказчик начал молиться Артемиде, Латоне, Деметре, Персефоне и Плутону.    
На лугу появилась процессия извивавшихся существ. То скользя по земле, то паря в воздухе, одетые в белое, Духи болот медленно возвращались домой к незыблемым топям и развалинам. Полупрозрачными руками они размахивали в такт мелодии флейт, увлекая к болоту толпу батраков, неуверенно шагавших за ними со скотской, слепой, бессмысленной покорностью, словно их толкала вперед невидимая злая сила. Когда нимфы приблизились к трясине, из дверей замка вышла еще одна кучка спотыкавшихся, покачивавшихся, как в хмелю, людей. Нимфы грациозно скользнули в болото и растаяли в нем одна за другой. Ковылявшие за ними люди неловко плюхались в трясину и исчезали в водоворотах зловонных пузырьков, едва видных в багровом свете.
Утром в стоячих водах, до того лишенных живности, появились огромные склизкие лягушки. В руинах на островке к Луне восходил луч света, не отражающийся в воде. В верхней части этого светящегося столба виднелась отчаянно извивавшаяся, чудовищно искаженная тень Бэрри, что боролась с демонами, которые тащили его неведомо куда.

## Персонажи
- Рассказчик

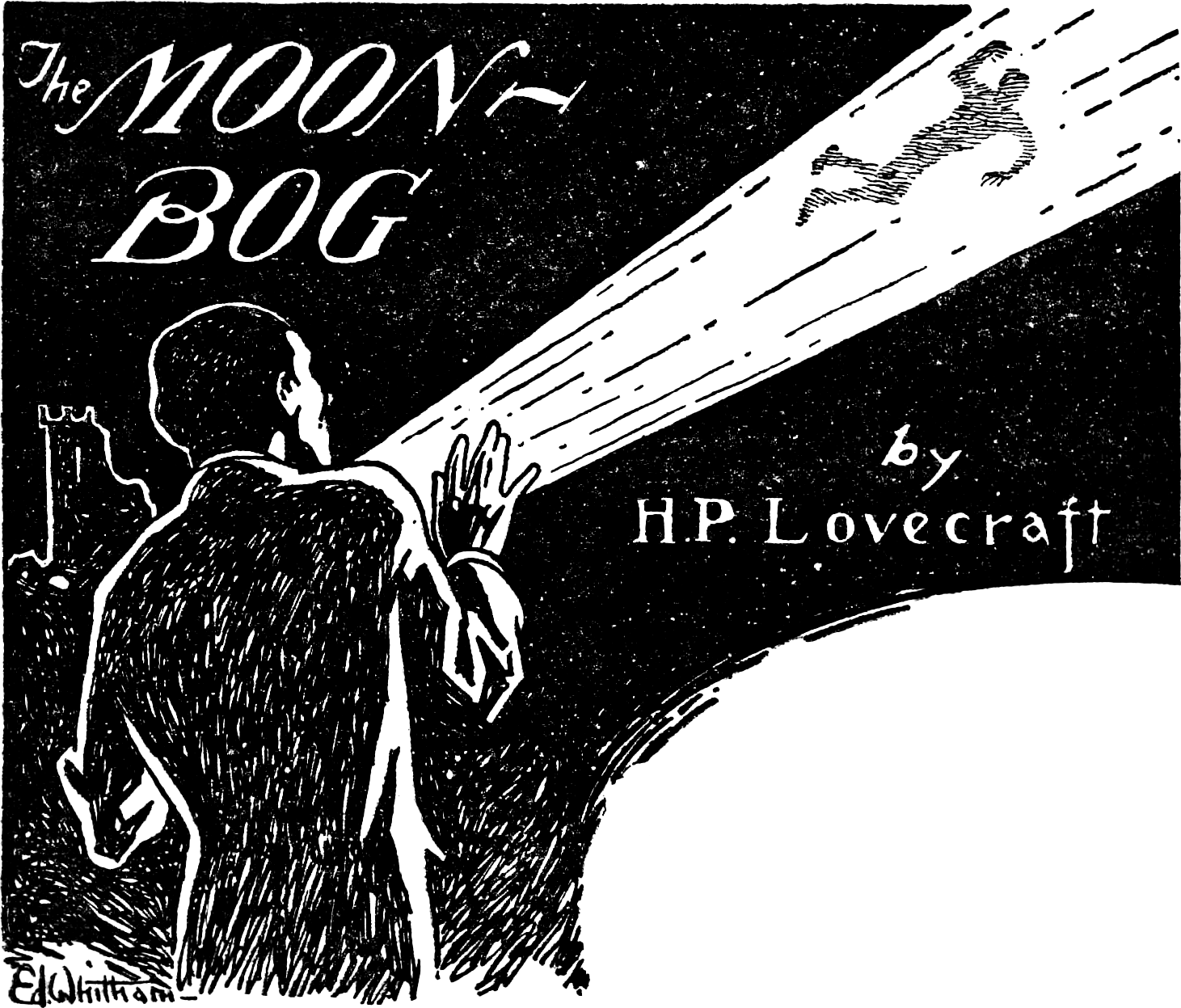
Титульный лист рассказа в «Weird Tales», июнь 1926 г. Иллюстрация Эда Уизема.

Рассказчик — американец, он лично видел, как Бэрри заработал свое состояние и был его лучшим другом.
- Деннис Бэрри

Деннис Бэрри (англ. Denys Barry) — нажил огромное состояние в Америке. Выкупил старый родовой замок в Ирландии, где жил его отец. Когда-то представители его рода владели всем Килдерри. При всей своей любви к Ирландии, он слишком хорошо перенял у американцев их практическую сметку.
- Наяды

Наяды (англ. Naiads) — нимфы водных источников, обитающие на руинах древнего храма Артемиды. Процессия странных существ, извивалась, скользила, парила в воздухе. Одетые в белое духи болот медленно возвращались домой к незыблимым топям и развалинам на островке.

## Вдохновение
Лавкрафт написан рассказ по заказу для «Клуба любителей журналистики Бостона» 10 марта 1921 года. Встреча была посвящена дню Святого Патрика, и поэтому для неё требовалось что-нибудь ирландское. Лавкрафт упоминает подлинную ирландскую легенду из времен первых поселенцев Ирландии — Партолонцев, которых внезапно уничтожила чума в 1200 году до нашей эры. Легенда опирается на предания распространенные среди коренных ирландцев и людей средиземноморского происхождения, что Пархолонцы изначально пришли из Греции.
В рассказе добавлены элементы автобиографии Лавкрафта: Он как и Бари мечтал о покупке дома своих предков в Англии и о возвращении дворянства. Эти темы описаны в рассказе «Крысы в стенах» и других. Есть ещё один автобиографический элемент — Лавкрафт видел в детстве, как власти выкупили близлежащее «Кошачье болото» и заявляли о его защите, а потом там построили 200 домов.
В мифологии Древней Греции часто описываются легенды, в которых люди тонут или боги превращают людей в лягушек. По одной из легенд, Зевс и Гермес превратили в лягушек людей, отказавших им в ночлеге. По другой легенде, пастухи не дали богине Лето выпить воды из источника, за что она превратила их в лягушек. Богиня Луны может относиться к Селене или Клио. Партолон — персонаж ирландских легенд, который руководил большой группой поселений в Ирландии. Лавкрафт описывает наяд и поденщиков только в этом рассказе.
Пана называют стражем лесов и с ним ассоциируют звуки флейт, чувство паники, состояние транса. Артур Мэкен описывает Пана в повести «Великий бог Пан» (1894), который вызывает видения Иного мира, что заставляют людей совершить самоубийства. Лорд Дансени использует имя Пан в повести «Боги Пеганы» (1905) и «Благословение Пана» (1927), в которых Пан заманивает на смерть звуками флейты сельчан, следующих за ними в трансе. Некоторые темы имеют сходство с более поздним ирландским романом Дансени «Проклятие мудрых женщин» (1933), но С. Т. Джоши исключает возможность любого влияния Лавкрафта на его творчество. Немедийцы и меналийцы встречаются в творчестве Роберта Говарда.
Лавкрафт начинал свое творчество с описания мифических существ, но после этого рассказа перестал и в центральных произведениях начал описывать нежить.

### Комментарии
1. ↑  Здесь и далее все имена и названия приводятся по переводу В. Бернацкой.